# 国鉄タキ29100形貨車
国鉄タキ29100形貨車（こくてつタキ29100がたかしゃ）は、かつて日本国有鉄道（国鉄）及び1987年（昭和62年）4月の国鉄分割民営化後は日本貨物鉄道（JR貨物）に在籍した私有貨車（タンク車）である。

## 概要

### 登場の背景
1974年（昭和49年）、全自動化された貨車操車場である武蔵野操車場が開業し、強度に難のある純アルミニウム製タンク車は武蔵野操車場を通過禁止する措置が取られた。純アルミ製タンク車はステンレス等に移行したが、濃硝酸専用車については代替可能な材質がなかったため、1975年（昭和50年）に製作したタキ29000形は純アルミで製作せざるを得なかった。

### 構造
本形式は、濃硝酸専用の35t 積タンク車として1976年（昭和51年）4月26日から1995年（平成7年）2月にかけて7ロット27両（コタキ29100 - コタキ29126）が川崎重工業、三菱重工業、富士重工業の3社にて製作された。
記号番号表記は特殊標記符号「コ」（全長 12 m 以下）を前置し「コタキ」と標記する。
本形式を開発に当たっては、純アルミ製タンク車における武蔵野操車場通過禁止の解消と強度を確保するために外面はアルミニウム合金、内面が純アルミからなるアルミクラッドという構造を採用した。この構造は世界初でもある。これにより、従来の濃硝酸専用タンク車で見られた「純アルミ」「連結注意」の表記がなくなり、タンク体には小さく「アルミクラッド」と標記された。
1976年（昭和51年） - 1979年（昭和54年）製のコタキ29100 - コタキ29120と1993年（平成5年） - 1995年（平成7年）製のコタキ29121 - コタキ29126とではタンク体の構造が異なっている。外周には保冷のためにステンレス鋼製の遮熱用の外板（キセ）を取り付けている。
落成時の所有者は宇部興産、三菱化成工業（その後社名は三菱化学へ変更）、旭化成工業、日産化学工業の4社である。その後旭化成工業所有車5両（コタキ29116 - コタキ29120）が日本陸運産業へ名義変更された。
1979年（昭和54年）10月より化成品分類番号「侵（禁水）84」（侵食性の物質、水と反応する物質、腐食性物質、禁水指定のもの）が標記された。
車体色は銀色（ステンレス鋼地色）、寸法関係は全長は12,000mm、全幅は2,634mm、全高は3,660mm、台車中心間距離は7,500mm、実容積は23.3m3、自重は17.2t、換算両数は積車5.0、空車1.6であり、台車はベッテンドルフ式でコタキ29100 - コタキ29117はコロ軸受のTR225、コタキ29118 - コタキ29126は改良型のTR213Cである。
輸送体系の変化（濃硝酸輸送のコンテナ化）により、2003年（平成15年）から廃車が始まり、2009年（平成21年）度に最後まで在籍した15両が廃車となり同時に形式消滅となった。

### 年度別製造数
各年度による製造会社と両数、所有者は次のとおりである。（所有者は落成時の社名）
- 昭和51年度 - 12両
  - 川崎重工業 7両 宇部興産（コタキ29100 - コタキ29102、コタキ29108 - コタキ29111）
  - 三菱重工業 5両 三菱化成工業（コタキ29103 - コタキ29107）
- 昭和53年度 - 4両
  - 三菱重工業 4両 三菱化成工業（コタキ29112 - コタキ29115）
- 昭和54年度 - 2両
  - 川崎重工業 2両 旭化成工業（コタキ29116 - コタキ29117）
- 昭和55年度 - 3両
  - 川崎重工業 3両 旭化成工業（コタキ29118 - コタキ29120）
- 平成5年度 - 2両
  - 富士重工業 2両 日産化学工業（コタキ29121 - コタキ29122）
- 平成6年度 - 4両
  - 富士重工業 4両 日産化学工業（コタキ29123 - コタキ29126）